# Tubería de polietileno de alta densidad
La tubería de HDPE es un tipo de tubería de plástico flexible que se utiliza para la transferencia de fluidos y gases y, a menudo, se usa para reemplazar las tuberías principales de hormigón o acero envejecidas. Fabricado con el termoplástico HDPE (polietileno de alta densidad). Se utiliza en tuberías de agua y gas,  alcantarillado, líneas de transferencia de lodos, riego rural, líneas de suministro del sistema contra incendios, conductos eléctricos y de comunicaciones, y tuberías de drenaje y aguas pluviales.

## Características
La dureza y la resistencia a los productos químicos del polietileno, así como la resistencia a la corrosión y su bajo peso, han contribuido a su creciente uso.
La tubería de HDPE se puede unir mediante soldadura a tope, soldadura por electrofusión, soldadura por encastre o soldadura por extrusión. Estas uniones calientan la tubería durante el proceso de unión, creando una unión completamente homogénea para que la soldadura se vuelva tan fuerte o más fuerte que la tubería existente a ambos lados de la soldadura. No hay necesidad de usar sellos de goma o productos químicos para juntas y es menos probable que el PE tenga problemas con la intrusión de raíces.

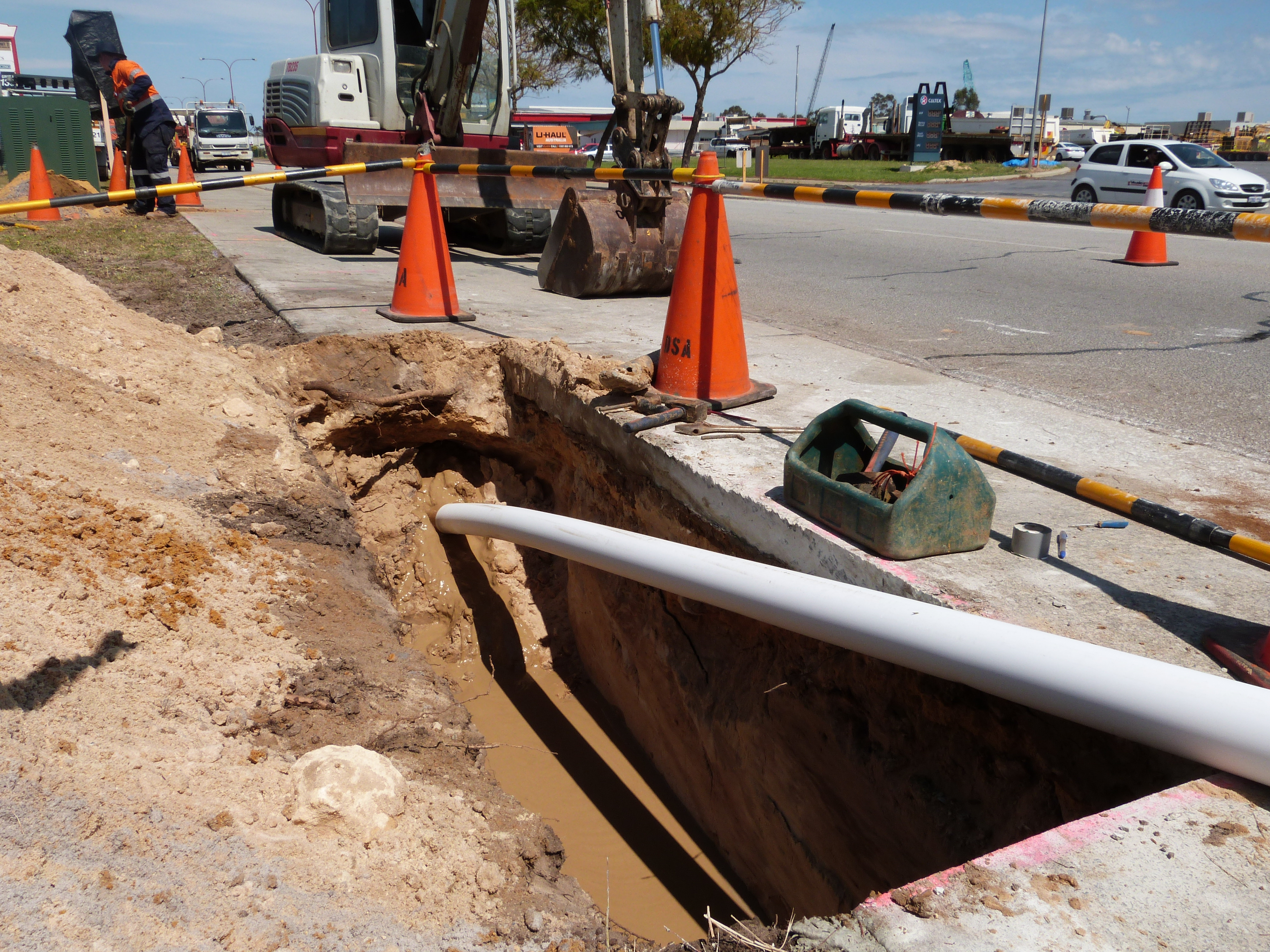
Instalación de conductos de comunicaciones de HDPE mediante perforación direccional en Perth, Australia Occidental

Debido al sistema de soldadura por fusión, se elimina la necesidad de anclajes o bloques de restricción de empuje, ya que las uniones se vuelven completamente resistentes a la carga final, lo que reduce los costos de material y tiempo de instalación. Esto también permite una excavación más segura cerca de la tubería en el futuro, lo cual es particularmente importante para las tuberías de gas de alta presión. Los rollos de tubería de PE hacen que la instalación sin zanjas sea más segura y menos intrusiva en el entorno circundante.
Los sistemas de tuberías de HDPE están disponibles para muchas aplicaciones, proporcionando la excavación de zanjas estándar de tuberías de agua, tuberías de anillo de fuego, tuberías de alcantarillado y tuberías de gas, así como la perforación horizontal de conductos eléctricos y de telecomunicaciones. Los sistemas de HDPE permiten métodos de instalación más económicos, como HDD (perforación direccional horizontal), revestimiento deslizante, ruptura de tuberías, flotante y sumergido.
La tubería de HDPE es muy duradera y flexible y se puede doblar en el sitio hasta un radio de veinticinco veces el diámetro nominal de la tubería, para tuberías SDR11 y SDR17, a una temperatura ambiente de 20 °C o menos. Debido a la alta resistencia al impacto y la flexibilidad de la tubería de HDPE, se adapta bien a la instalación en suelos dinámicos, incluso en áreas propensas a terremotos. La tubería de HDPE tiene una capacidad de flujo muy alta, debido a su diámetro interior liso y métodos de unión de extremo a extremo. La tubería de HDPE no se corroe en el medio ambiente y mantendrá su capacidad de flujo con el tiempo.
La tubería de HDPE es resistente a muchos productos químicos, lo que facilita su uso en plantas de proceso o alrededor de ambientes corrosivos o ácidos, sin necesidad de usar recubrimientos protectores o galvanizado, como se requiere en las tuberías de acero. Como el HDPE tiene una conductividad térmica muy baja, puede mantener temperaturas más uniformes.

## Fabricación
La resina de HDPE se calienta y se extruye a través de un troquel, que determina el diámetro de la tubería. El espesor de la pared de la tubería está determinado por una combinación del tamaño de la matriz, la velocidad del tornillo y la velocidad del tractor de arrastre. La tubería de polietileno suele ser de color negro debido a la adición de 3-5% de negro de humo al material de polietileno transparente. La adición de negro de humo crea un producto resistente a la luz ultravioleta. Hay otros colores disponibles, pero son menos comunes. La tubería de HDPE coloreada o rayada suele ser un 90-95 % de material negro, con solo una capa de color o una raya en el exterior del 5 %.
A continuación se detalla el proceso de extrusión de tuberías de HDPE:

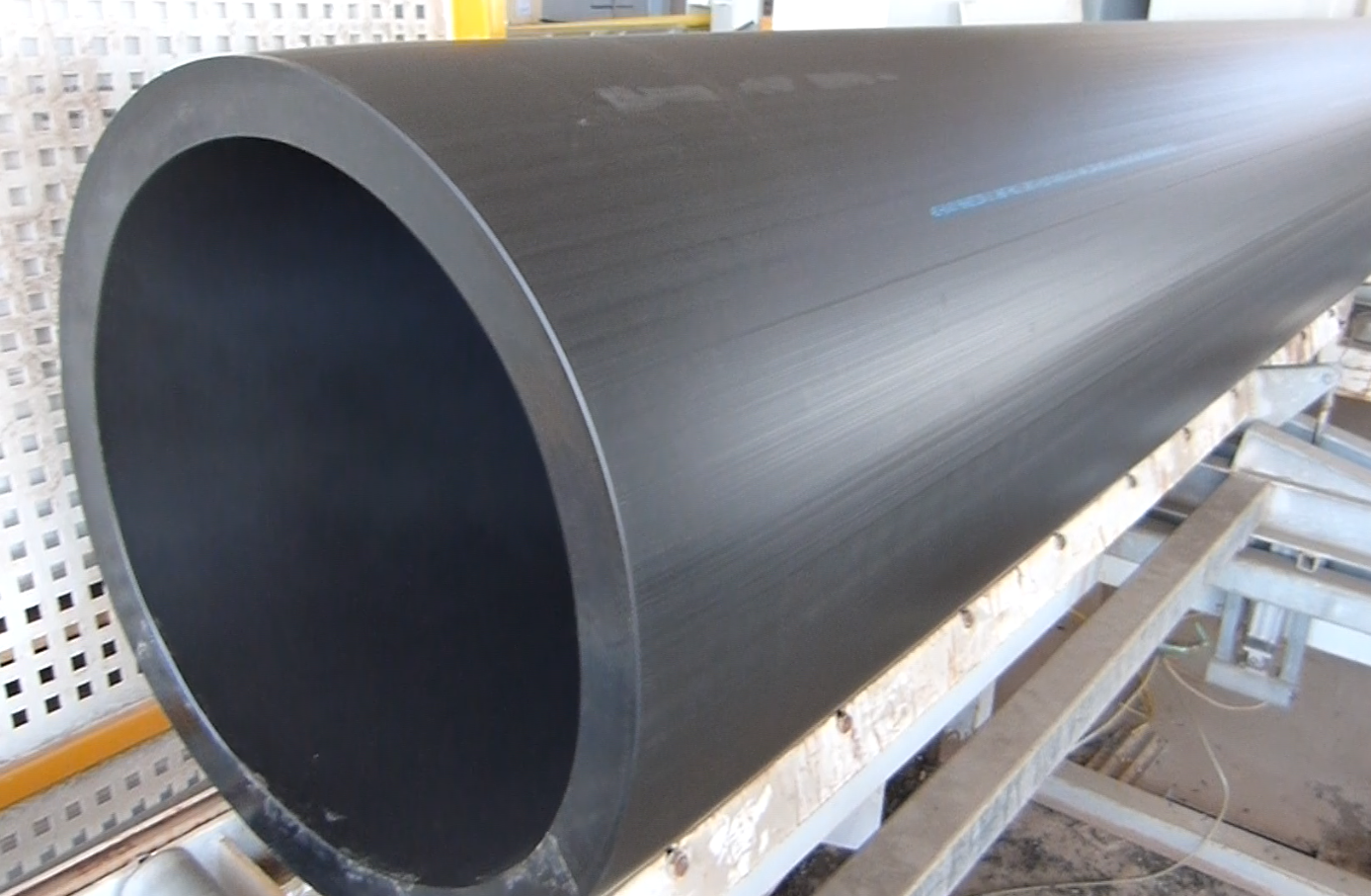
Recién Extruido Tubería de HDPE

La materia prima de polietileno se extrae de un silo hacia el secador de tolva, que elimina la humedad de los gránulos. Luego, una bomba de vacío lo empuja hacia la licuadora, donde se calienta con un calentador de barril. El material PE se funde alrededor de 180 grados Celsius (356 °F), lo que le permite ser alimentado a través de un molde/troquel, que le da al material fundido una forma circular. Después de atravesar el troquel, la tubería recién formada ingresa rápidamente a los tanques de enfriamiento, que sumergen o rocían agua en el exterior de la tubería, cada uno de los cuales reduce la temperatura de la tubería entre 10 a 20 grados. Debido a que el polietileno tiene una alta capacidad calorífica específica, la tubería debe enfriarse por etapas para evitar que se deforme y, cuando llega al "tractor de arrastre", está lo suficientemente dura como para que la tire suavemente. Una impresora láser o de polvo imprime el tamaño, el tipo, la fecha y el nombre del fabricante en el costado de la tubería. Luego se corta con una sierra cortadora, ya sea en longitudes de 3, 6, 12, 24 metros, o se enrolla a 50, 100, 200 m de longitud en una bobinadora.

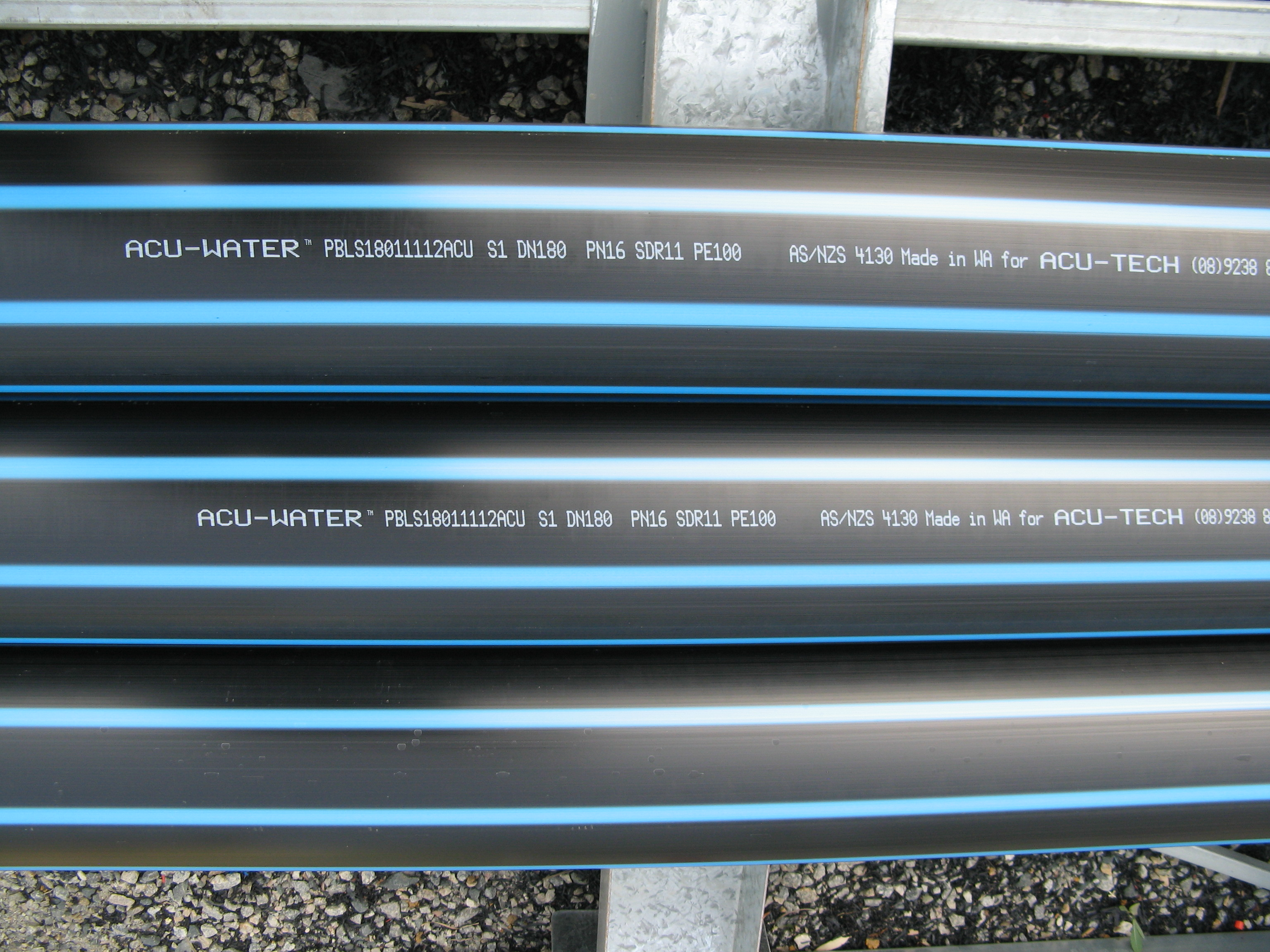
Tubería de HDPE con rayas azules

Se utiliza una matriz diferente para la tubería de HDPE rayada, que tiene pequeños canales por los que pasa el material coloreado, justo antes de que se empuje a través de la matriz. Esto significa que las tiras se forman como una parte integral de la tubería y no es probable que se separen del cuerpo principal de la tubería. La tubería de HDPE coextruida o coextruida tiene un segundo tornillo de extrusión que agrega una capa extra de color alrededor de la tubería de HDPE negra, lo que permite colorear la tubería en el exterior para identificación o requisitos de enfriamiento térmico.

## Usos
Un ejemplo de la durabilidad de la tubería de HDPE es la utilizada para el proyecto Ocean Cleanup, que se está vertiendo en el océano para limpiar la Gran Mancha de Basura del Pacífico.

## Vida útil

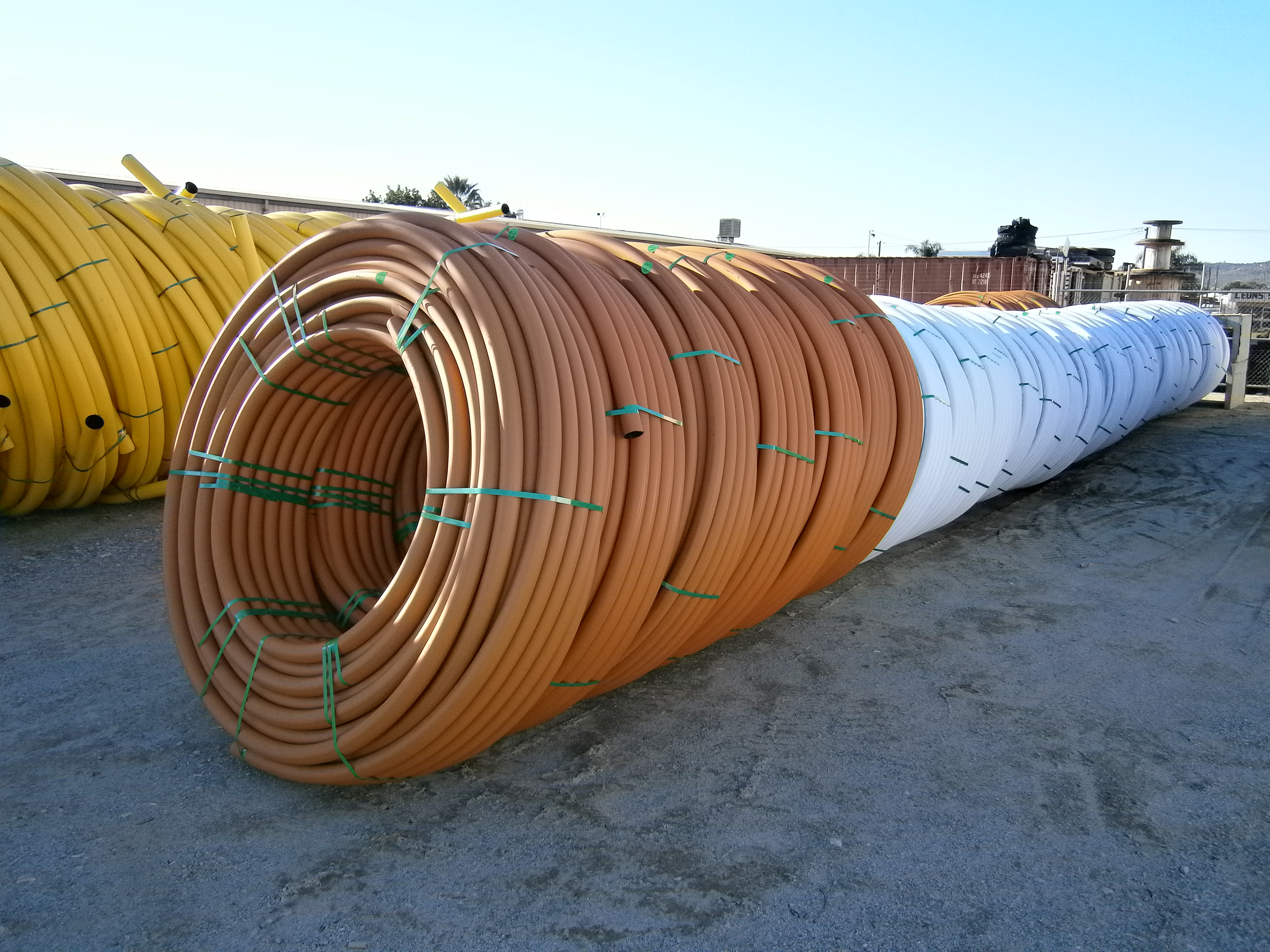
Tubería de gas con cubierta amarilla de HDPE, conducto de comunicaciones con cubierta blanca y conducto eléctrico con cubierta naranja

Aunque a menudo se estima que las tuberías de HDPE duran 50 años, de hecho es más probable que tengan una expectativa de vida de 100 años.